# Stomp
 (janvier 2016).
Si vous disposez d'ouvrages ou d'articles de référence ou si vous connaissez des sites web de qualité traitant du thème abordé ici, merci de compléter l'article en donnant les références utiles à sa vérifiabilité et en les liant à la section « Notes et références ».

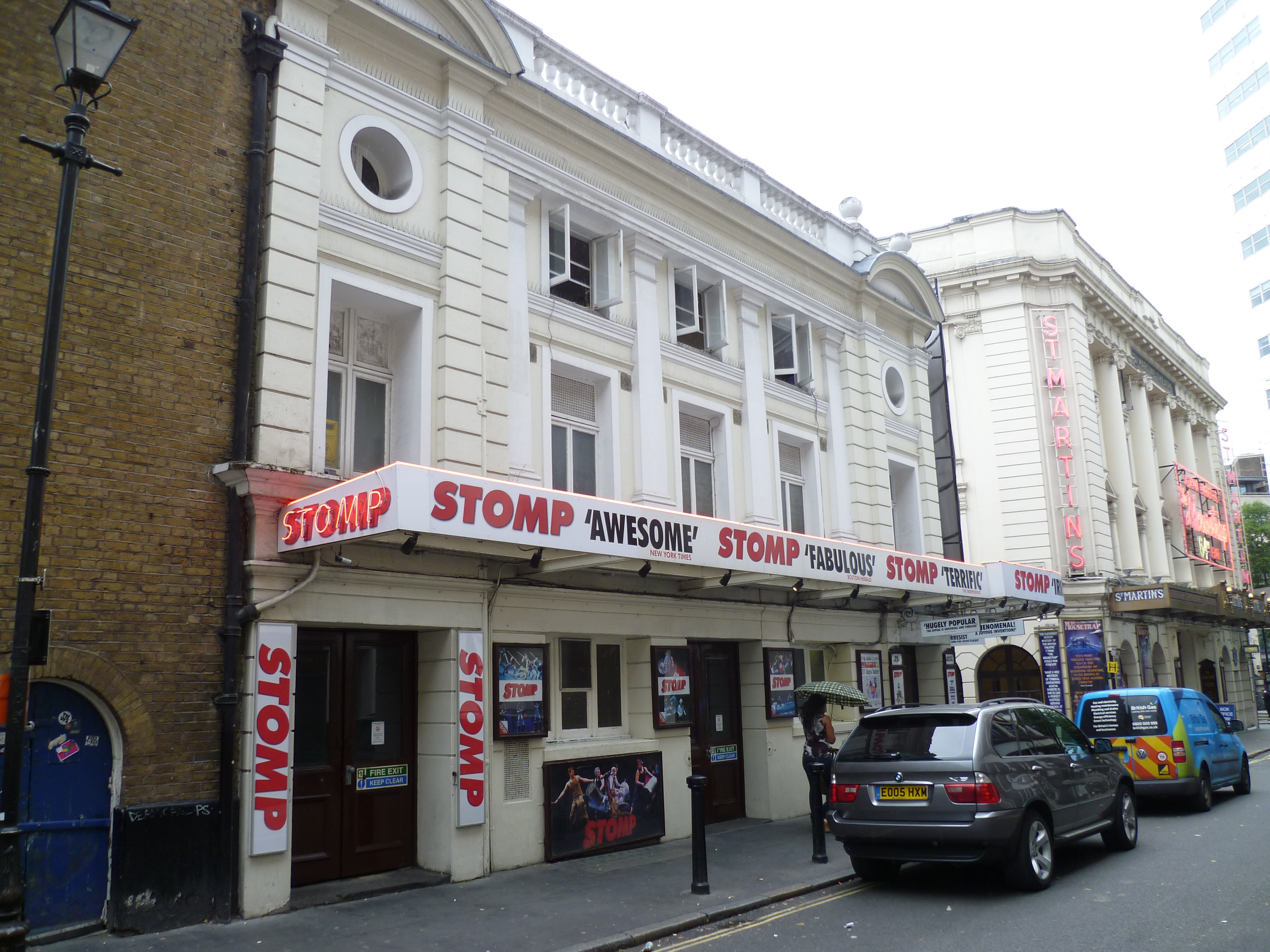
Spectacle du collectif Stomp au théâtre Ambassadors à West Street (Londres) en juillet 2016.

Stomp est une troupe de huit artistes musiciens créée à Brighton en 1991 par Steve McNicholas (comédien, musicien et auteur) et Luke Cresswell (percussionniste).
Leur spectacle est fait d'un jeu instrumental chorégraphié qui utilise des objets du quotidien. Que ce soit sur scène ou en extérieur, la troupe se sert d'objets du quotidien pour faire de la rythmique percussion : ballons de basket, casseroles, balais, tonneaux de plastique, poubelles en fer, claquements de doigts, tubes métalliques… Le spectacle demande une synchronisation parfaite dans l'exécution des numéros de percussion.

## Enregistrement de 1997
- Réalisation: Luke Cresswell et Steve McNicholas
- Production: David Marks
- Direction de la photographie: Christope Lanzerber
- Date d'enregistrement; juin 1997
- Durée: 45 minutes environ
- Édition: Universal Video
- Format: couleur (PAL) - 1,33:1 - son en 2.0 et 5.1 - zone 2 à 6
- Bonus: le court métrage Brooms («balais») à l'origine de la création de la troupe
  - Réalisation: Luke Cresswell et Steve McNicholas
  - Production: David Saltzman et Quincy Jones
  - Direction de la photographie: Christope Lanzerberg
  - Date d'enregistrement: mai 1995